# أليفتينا إيفانوفا
أليفتينا إيفانوفا (بالروسية: Алевтина Иванова)‏ هي منافسة ألعاب القوى روسية، ولدت في 22 مايو 1975 في يوشكار-أولا في روسيا.

## وصلات خارجية
- أليفتينا إيفانوفا على موقع الاتحاد الدولي لألعاب القوى (الإنجليزية)